# Sergio Rendine
Sergio Rendine (7. září 1954, Neapol – 21. dubna 2023) byl italský hudební skladatel oper, symfonické, baletní a komorní hudby.

## Životopis
Rendine studoval na Konzervatoři Svaté Cecílie v Římě a na Rossiniho konzervatoři v Pasaru. V letech 1997–2007 byl uměleckým ředitelem divada v Chieti, od roku 2011 působí v téže funkci ve Foundazione Orchestra Sinfonica Siciliana.
Jeho skladby byly provedeny slavnými umělci jako Vladimir Ashkenazy, José Carreras či Katia Ricciarelliová.

## Dílo
Rendine složil více než 200 děl,včetně několika oper:
- Alice, („radiofonická opera“ ve 126 epizodách podle Alenky v říši divů)
- Významné tajemství[2] (Un segreto d'importanza, ovvero La faticosa vecchiaia wolfganga Amadea Mozarta)
- Romanza, una favola romana (opera ve třech dějstvích libreta Egala Cerroniho, premiéra 21. listopadu 2002, Opera di Roma)
- Marconi (rozhlasová opera o 13 obrazech, 1995)

Z jeho orchestrární tvorby stojí za zmínku
- Symfonie č. 2 „Andorrana“ (premiéra v roce 2007 v Madridu)
- Hermes 594" pro velký orchestr (premiéra v roce 1987 Londýnský BBC Symphony Orchestra)
- Serenada pro housle a smyčce